# Palatium w Poznaniu

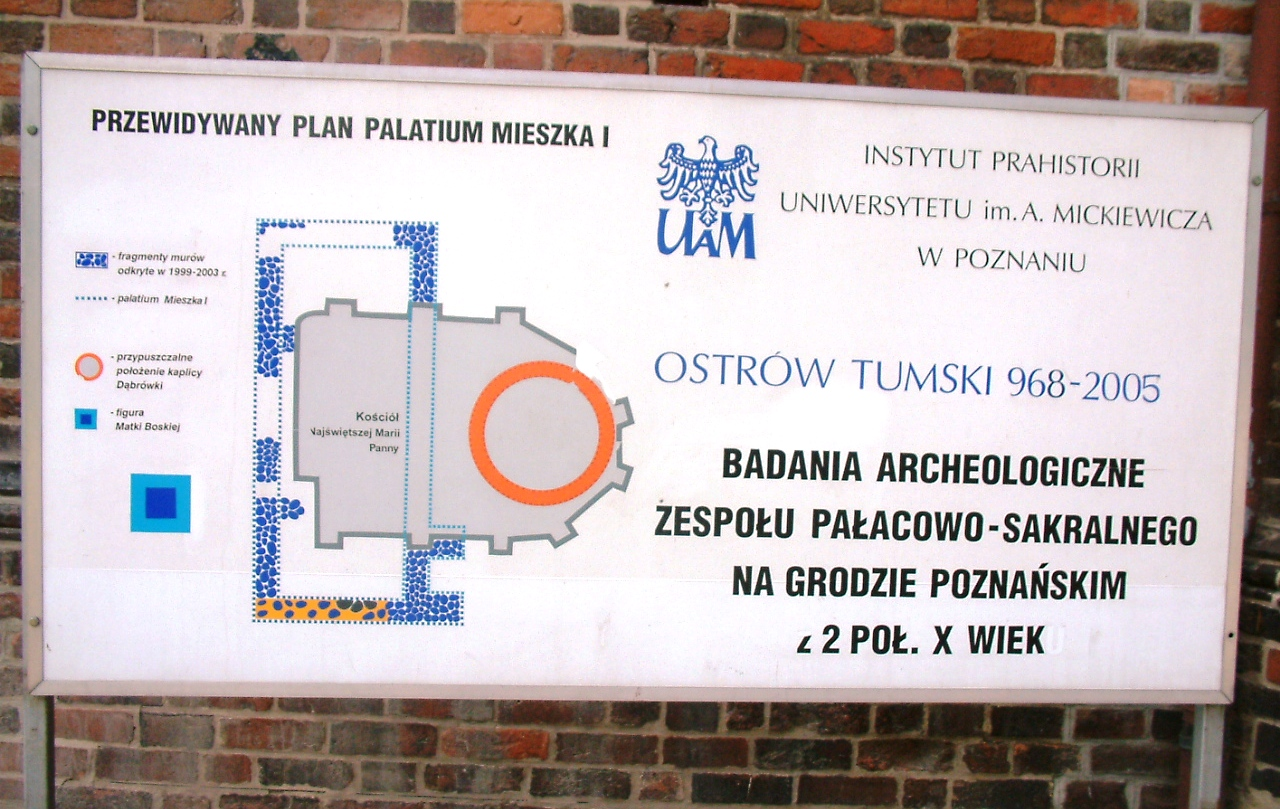
Przypuszczalny zarys palatium (stan na 2005 rok)

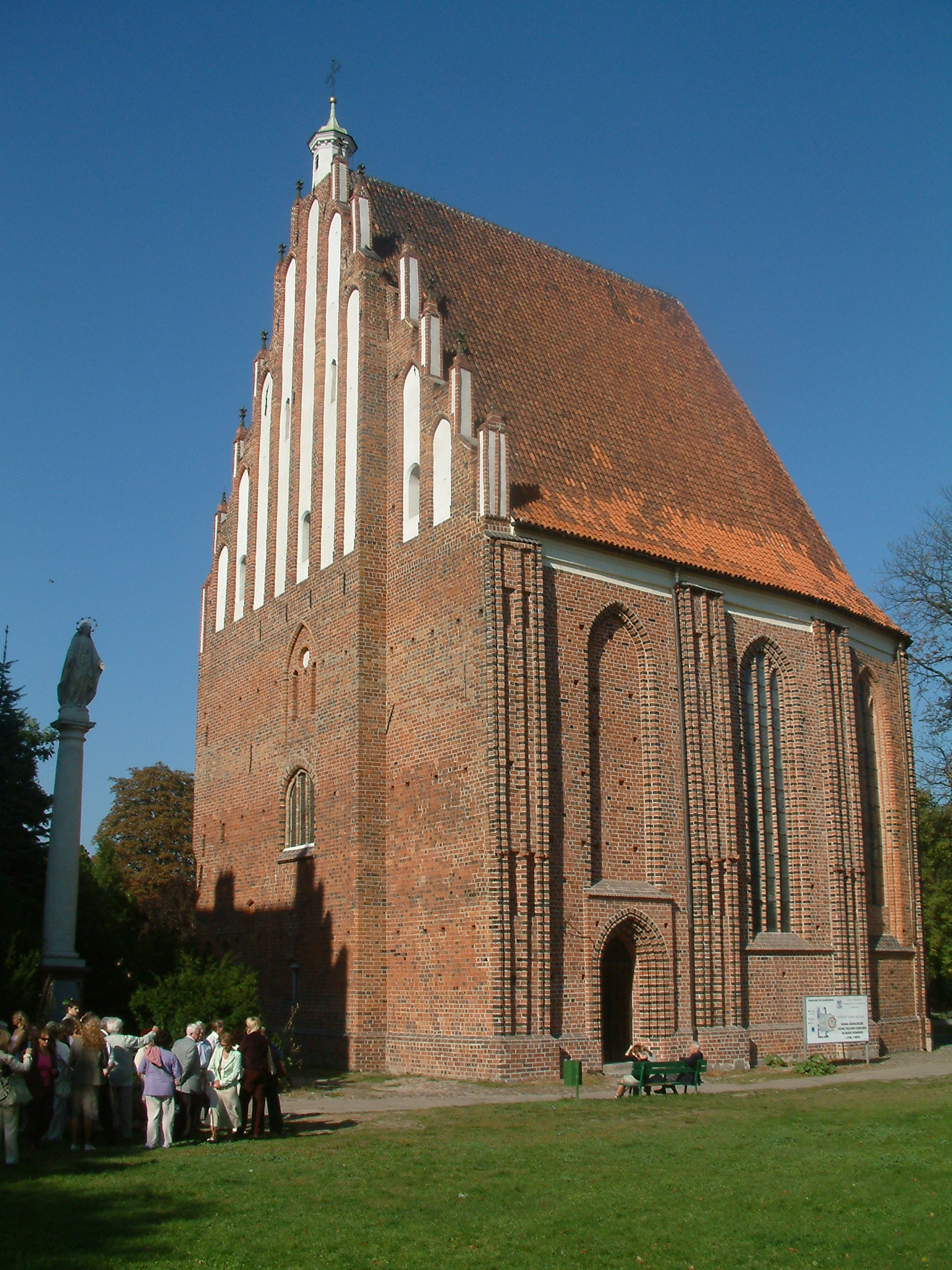
Miejsce, gdzie znajdowało się palatium

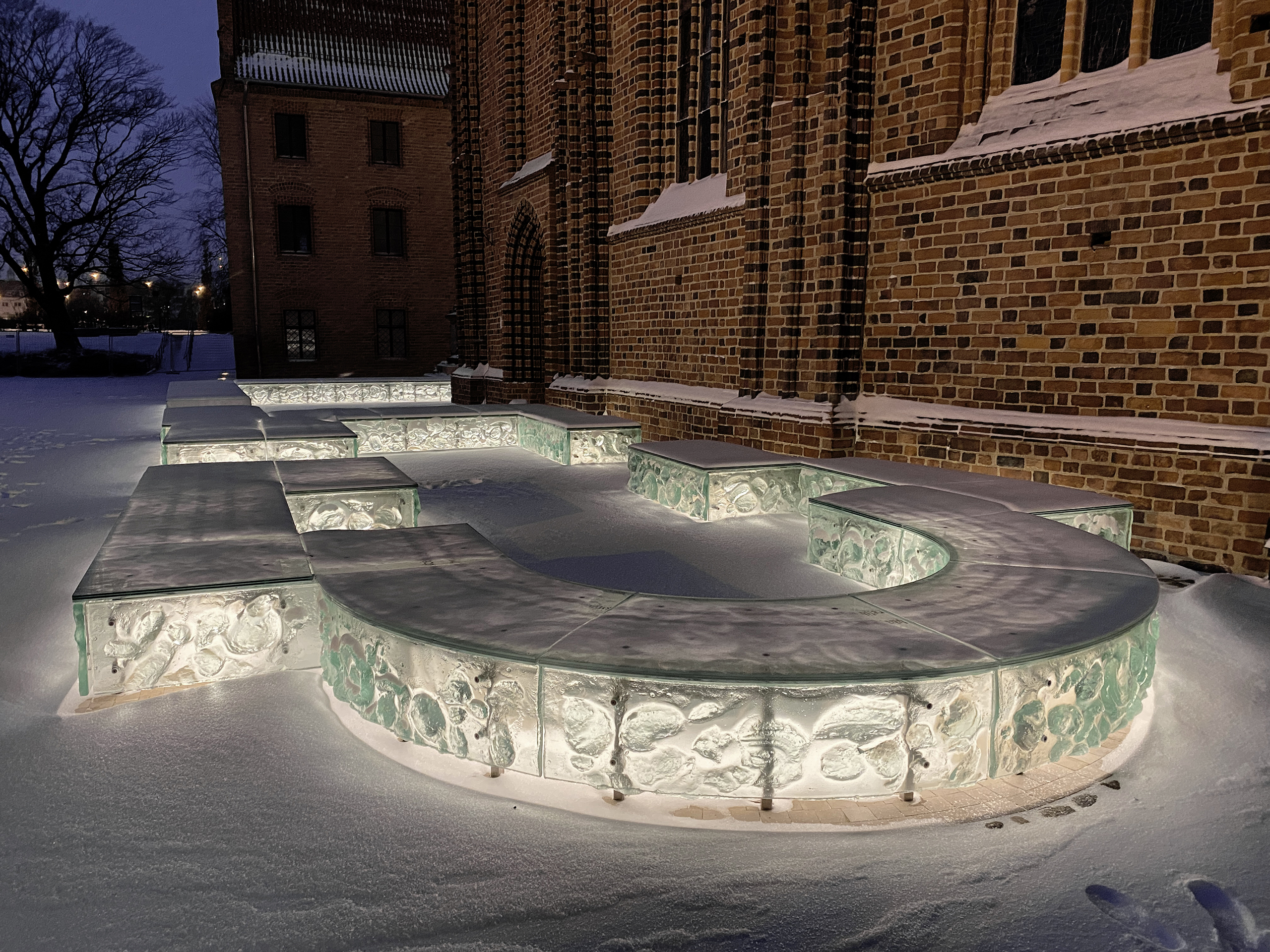
Duch palatium ze szkła Tomasza Urbanowicza (2021)

Palatium w Poznaniu – wczesnopiastowski pałac książęcy, później królewski, wybudowany w zachodniej części poznańskiego Ostrowa Tumskiego prawdopodobnie w połowie X wieku (badania dendrochronologiczne wskazują, że belka progowa pochodzi z drzewa ściętego w bliżej nieokreślonym czasie po 941 roku).

## Opis obiektu i wykopalisk
Już przed II wojną światową archeolog W. Hensel wskazywał na możliwość znajdowania się pozostałości palatium Mieszka I na poznańskim Ostrowie Tumskim w pobliżu gotyckiego kościoła: „Był za tym grodem niewielkim o średnicy wynoszącej w przybliżeniu 100 m, z ośrodkiem znajdującym się w pobliżu dzisiejszego kościółka Najświętszej Marii Panny, gdzie też doszukiwać się musimy pozostałości po zamku samym, oprócz którego wznosiły się tu przypuszczalnie jedynie budynki mieszkalne drużynników książęcych”.  
Najważniejszych informacji związanych z budynkiem dostarczyły badania archeologiczno-architektoniczne prowadzone w latach 1999–2011 i w 2014 roku przez zespół archeologów Instytut Prahistorii Uniwersytetu im. Adama Mickiewicza w Poznaniu. Badaniami kierowała prof. Hanna Kóčka-Krenz.
Pojawienie się kamiennych budowli świeckich i sakralnych na terenach podległych władzy Piastów we wczesnym średniowieczu jest zapewne wynikiem kontaktów kulturowych naszych pierwszych władców z państwami ościennymi, szczególnie z Cesarstwem Niemieckim. Mieszko I w celu wybudowania swojej siedziby najprawdopodobniej sprowadził specjalistów właśnie z terenu cesarstwa, od których jego podwładni mieli możliwość nauczyć się konstruowania tego typu budowli, które łączyły funkcje mieszkalno-reprezentacyjne z liturgicznymi.
Palatium na Ostrowie Tumskim podobnie jak siedziby innych ówczesnych władców Europy zachodniej składało się z powiązanych ze sobą członów – pomieszczeń mieszkalnych, dużego pomieszczenia o funkcjach reprezentacyjnych i połączonej z nimi kaplicy. Na podstawie przeprowadzonych prac wykopaliskowych dodatkowo stwierdzono, że bezpośrednio do palatium przylegała pracownia złotnicza. Materiały archeologiczne oraz analiza dendrochronologiczna belki progowej w partii wejściowej budynku (data ścięcia drzewa: po 941 r.) pozwalają zakładać, że wzniesienie tej kamiennej rezydencji przypadło na krótko po połowie X w., była to więc najprawdopodobniej pierwsza monumentalna budowla powstała w czasie panowania Mieszka I. 

### Architektura palatium
Palatium znajdowało się pod dzisiejszym kościołem Najświętszej Marii Panny, miało prostokątny kształt i było ustawione na osi północ–południe. Takie ustawienie – wbrew panującej w całym średniowieczu tradycji położenia ważnych budynków na osi zachód–wschód – podyktowane było trudnymi warunkami terenowymi, gdyż wyspa zbudowana jest z niestabilnych piasków, żwirów i namułów nanoszonych przez wody rzeki. Na podstawie badań  stwierdzono, że pałac miał wymiary 27,25 m na 11,70/11,90 m na poziomie fundamentów i był największą budowlą kamienną państwa pierwszych Piastów. Mury fundamentowe miały grubość 1,50 m, ściany obwodowe o grubości 1,30 m zbudowano z kamieni łamanych w płytki spajanych grubą warstwą czystego gipsu. Pokrywał je od wnętrza i strony zewnętrznej gipsowy tynk. Posadzki w budynku również wykonane były z wylewki gipsowej, która znajdowała się na warstwie okruchów skalnych.
Do wnętrza palatium prowadziła sień znajdująca się przy południowo-wschodnim narożniku budynku, wysunięta o 2,20 m przed jego bryłę, z takiej samej szerokości wejściem. W niej mieściła się klatka schodowa prowadząca na piętro, na co wskazuje zachowany na miejscu pierwszy stopień wpuszczony w szersze w tym miejscu mury. Fragmenty fundamentów ścian działowych zachowanych przy zachodniej i północnej ścianie wskazują, że w budynku wyodrębnione zostały co najmniej cztery pomieszczenia. Ich układ (w kierunku od południa ku północy) wyglądał następująco: sień sąsiadowała z pokojem (51 m²), który poprzedzał środkową, dużą salę (102 m²) pełniącą najprawdopodobniej funkcje reprezentacyjne. Do sali tej prowadziło bezpośrednio z zewnątrz budynku osobne wejście, umieszczone w połowie długości wschodniej ściany palatium. Ościeża tego wejścia zostały rozszerzone do wnętrza. Zachowało się jedynie jedno ościerze, przez co zewnętrzną szerokość otworu drzwiowego archeolodzy określili na 1,20 m zaś szerokość wewnętrzną – na 1,80 do 2 m. Przejścia do następnych dwóch sal znajdowały się w północnej ścianie działowej. Jedno z nich to wąski korytarz o szerokości zaledwie 90 cm, lecz długości 5 m, który mógł pełnić funkcję skarbczyka (4,5 m²). Do niego przylegała od wschodu ostatnia sala o powierzchni 34 m². Znalezione w niej przedmioty świadczą o tym, że pełniła ona funkcje kancelarii. Są to następujące artefakty: dwa tłoki pieczętne (ołowiany – mocno zużyty z niemożliwym do odczytania wyobrażeniu) i brązowy – kształtu migdałowatego, należący do brata Jakuba z zakonu dominikanów datowany na koniec XIII w. oraz bulla księcia Bolesława z napisem  Dux Boleslaus na awersie (najprawdopodobniej odcisk pieczęci Bolesława Krzywoustego 1102–1138). Unikatowym znaleziskiem jest fragment glinianego opakowania z odciskiem wyobrażenia warującego psa. Przedmiot ten służył zapewne zabezpieczeniu tłoka pieczętnego nieokreślonego władcy (datowany jest na okres XI–XII wieku). 
Powierzchnia użytkowa parteru budynku palatium, która służyła celom administracyjno-reprezentacyjnym, szacowana jest na 190 m². Na dwukondygnacyjność budynku wskazuje fragment przewróconej, północnej ściany  (o wysokości ok. 11 m) oraz obecność klatki schodowej. Prywatne pokoje władcy znajdowały się więc najprawdopodobniej na piętrze.

### Kaplica pałacowa
Bezpośrednio do palatium przylegają pozostałości kaplicy, które zostały bardzo dobrze przebadane w wyniku badań archeologicznych. Wnętrze kaplicy ma zarys krzyża łacińskiego. Swym kształtem nawiązuje do kościołów kręgu karolińsko-ottońskiego, ale różni się rzutem i sposobem połączenia z pałacem książęcym od innych tego typu znanych wczesnośredniowiecznych budowli. Zbudowano ją na wprost wejścia do palatium, z zastosowaniem takich samych głębokości posadowienia, surowców i technik budowlanych jak budynek główny. Została ona połączona z domem książęcym w części naziemnej, na co wskazuje brak fundamentów w jej partii zachodniej. Połączenie takie musiało zostać oparte na łukach rozpiętych między górnymi partiami ścian kaplicy i aneksu wejściowego. W miejscu połączenia ściany zachodniej kaplicy z pałacem mogła znajdować się empora.     
Kaplica ta jest niewielkim kościołem salowym zamkniętym od wschodu absydą o wymiarach 2,5 × 2,5 m. W stosunku do nawy absyda była cofnięta o około 0,5 m. Grubość jej ścian wynosiła 1 m, zaś partia fundamentowa została poszerzona na zewnątrz o 10 do 20 cm. W ścianach nawy utworzono dwa aneksy, przez co jej powierzchnia użytkowa zajmowała 10 m². Wnętrze oświetlały okna umieszczone w ścianach zamykających ramiona świątyni na wysokości ok. 0,55 m od posadzki. Zarys okna widoczny w przewróconej południowej ścianie kaplicy pozwala stwierdzić, że były to otwory o szerokości ok. 75 cm i wysokości 1,30 m, zaopatrzone w parapety. Zdaniem archeologów tak nisko usytuowane okna pozwalają przypuszczać, że kaplicę doświetlał jeszcze górny rząd okienek, zapewne też okno w absydzie. Posadzkę tworzyła wylewka gipsowa położona na warstwie drobnych, naturalnych kamieni, która przetrwała w dużych połaciach w absydzie. Na osi absydy dostawiony był do ściany stół ofiarny, którego prostokątną podstawę wymurowano z drobniejszych kamieni płytowych łączonych zaprawą gipsową. Jej analiza wskazuje, że stół był pokryty pierwotnie okładziną. Wymiary ołtarza wynosiły 1 × 0,9 m.    
W wyniku specjalistycznych analiz ustalono, że ściany kaplicy były pokryte nakładanymi bezpośrednio na siebie trzema warstwami kremowo-białych tynków wapiennych z domieszką włókien roślinnych o łącznej grubości od 12 do 16 mm. Kilka fragmentów tynku nosi ślady dekoracji malarskiej, w której użyto typowych dla tego okresu malarstwa ściennego pigmentów - bieli wapiennej, czerwieni żelazowej i błękitu, ze spoiwem zawierającym białko, ewentualnie z dodatkiem kleju roślinnego. Niestety fragmenty tynku są zbyt małe, aby określić tematykę dekoracji malarskiej. Na kilku fragmentach widoczne są jedynie białe i czerwone pasma. W przypadku zachowanych na dwóch fragmentach tynku plamkach błękitu zastosowano barwnik pochodzący z importu. Pigment ten to naturalna ultramaryna pozyskiwana z lazurytu, którego najbardziej znane złoża eksploatowane od 6 tys. lat znajdują się w Badachszanie (Afganistan). Wydobywany z niego błękitny pigment był bardzo drogim barwnikiem, porównywalnym z ceną złota. Z tego względu stosowano go zazwyczaj do pokrywania szat Matki Boskiej. We wnętrzu kaplicy odnaleziono również kilkanaście kościanych fragmentów relikwiarza skrzynkowego.    
Kolejny element wystroju świątyni pałacowej stanowiła dekoracja mozaikowa, która zdobiła absydę. Pozostało z niej ponad 230 kostek mozaikowych oraz fragmenty tynku z ich odciskami (jedna z kostek nadal tkwiła w tynku), co - jak się szacuje - stanowi jedynie nikły procent dekoracji ściany. Rezultatem dotychczasowych badań archeologicznych na Ostrowie Tumskim jest pozyskanie w sumie ok. 300 tesserów, większość z nich zarejestrowano w okolicach palatium. Kostka – są to głównie sześciany z przeźroczystego szkła o boku od 0,5 do 1,2 cm o licu zdobionym złotą folią, zabezpieczoną cienką warstwą szkliwa, pojedyncze z nich sporządzono ze szkła zabarwionego na kolor czarny, ciemnozielony, ceglastoczerwony  lub ciemnoniebieski, kilka z nich było przeźroczystych. Miejsce ich zalegania dowodzi, że mozaika musiała zostać wykonana do początków XI wieku. Trudno oszacować powierzchnię jaką zajmowała mozaika (cała ściana absydy czy tylko jej centralna część) – w literaturze przedmiotu przyjmuje się, że dla wyłożenia 1 m² należało zużyć 10 000 kostek. Te które odkryto w samej kaplicy, to zaledwie nieco ponad 2% elementów wystroju 1 m². Przypuszcza się, że mozaika została wykonana przez specjalistów sprowadzonych z Rusi przez Bolesława Chrobrego, którego córka została żoną księcia kijowskiego Świętopełka I. Świadczyłby o tym fakt, że w tym okresie wnętrza cerkwi Rusi Kijowskiej ozdabiano podobnymi mozaikami wykonywanymi przez bizantyjskich artystów. Na terenie Polski działalności takiej nie stwierdzono. Na wyposażenie świątyni składały się także przedmioty liturgiczne m.in. relikwiarz skrzynkowy. Kilkanaście fragmentów kościanych okładzin zdobiących drewniany korpus takiego relikwiarza skrzynkowego odkryto we wnętrzu kaplicy. Ta niewielka ilość fragmentów okładzin nie pozwala zrekonstruować jej pierwotnego wyglądu. Relikwiarze z tego typu zdobieniami pochodzące z drugiej połowy X i początku XI wieku charakterystyczne są dla sztuki z obszaru Nadrenii. Z przedmiotami związanymi z liturgią można też łączyć znalezisko gemm – jednej szklanej (zaginionej) i drugiej karneolowej z wyobrażeniem lwa (późnorzymskiej, antycznej), których we wczesnym średniowieczu używano do wykładania relikwiarzy, krzyży, kielichów lub okładzin ksiąg liturgicznych. Mogła ona stanowić dekorację oprawy Ewangeliarza ponieważ lew był symbolem św. Marka. Kolejnymi znaleziskami są monety: denar władcy czeskiego Wratysława II (panującego w latach 1061–1092) oraz obol władcy węgierskiego Andrzeja I (1047–1060) odkryte przy podstawie ołtarza. 
Kaplica pełniła również funkcje sepulkralne. Wskazuje na to bezpośredni stan zachowania – całe wnętrze nawy zostało wykopane aż do stopy fundamentów, przez co osunęła się jego północna ściana. Można przypuszczać, że w kaplicy, bezpośrednio przy ołtarzu, znajdował się umieszczony pod posadzką grób, z którego zostały wydobyte szczątki pochowanej osoby. Niewykluczone, że spoczęła w niej jej fundatorka – księżna Dobrawa (977) lub też biskup Jordan (ok. 984), ponieważ w tym czasie jeszcze nie wybudowano kościołów katedralnych w Poznaniu i Gnieźnie.

### Pracownia złotnicza
Bezpośrednio do zachodniej ściany palatium przylegała pracownia złotnicza o powierzchni 12 m². W jej wnętrzu zachowały się ślady spalonego stołu do pracy oraz 4 fragmenty tygli odlewniczych wykonanych z gliny ze śladami kontaktu z ogniem, w tym jeden z  przywartą kropelką złota. Z pracowni  pochodzą również złote nici, liczne drobiny i pasemka tego metalu, paciorki z masy szklanej i karneolu oraz trzy niewielkie oczka z granatu. Ciekawym znaleziskiem jest złote okucie w kształcie palmety oraz złota ozdoba w kształcie główki ryby Znaleziska te wskazują, że pracujący w niej złotnik znał techniki zdobnicze wymagające wysokich umiejętności – filigran, granulację i kameryzację. Pracownia działała od 2. połowy X w. do 1. połowy XI wieku. Wytwarzano w niej ozdoby dla książęcej rodziny, być może również sprzęty liturgiczne.

### Dodatkowe informacje
Bezpośrednie otoczenie książęcej rezydencji zostało utwardzone warstwą drobnych okrzesków pokrytych zaprawą gipsową. Wylewka gipsowa pokrywała warstwę kamieni, która znajdowała się na poziomie użytkowym z czasów funkcjonowania palatium.  Została ona odkryta na długości ponad 3 m w niewielkiej odległości od północno-wschodniego narożnika budynku. Odciśnięte w niej negatywy słupów, które być może podpierały zadaszenie drewnianej trybuny, pozwalają przypuszczać, że miejsce to pełniło funkcje publiczne. W sąsiedztwie palatium odkryto też wytwarzane na miejscu, wysokiej jakości naczynia ceramiczne, wyroby włókiennicze i rogownicze. 
Gród i podgrodzie na Ostrowie Tumskim zostało zniszczone podczas najazdu czeskiego księcia Brzetysława I, prawdopodobnie na początku 1039 roku. Katedra została odbudowana, jednak odbudowa samego palatium została odłożona na później. Miało to związek z przeprowadzką Kazimierza Odnowiciela do Krakowa. Jednak same wały obronne zostały odbudowane za jego panowania, zaś jego żonie Dobroniedze Marii przypisuje się odbudowę pałacowej kaplicy. Podczas rozbicia dzielnicowego palatium stało się rezydencją książęcą wielkopolskiej linii Piastów. Koniec jego funkcjonowania to połowa XIII wieku i przeniesienie siedziby książęcej przez Przemysła I na lewy brzeg Warty. Ostrów Tumski znalazł się wówczas w posiadaniu biskupów poznańskich, którzy ostatecznie wyburzyli palatium, aby w XV w. wznieść w tym miejscu kościół pw. Najświętszej Marii Panny.

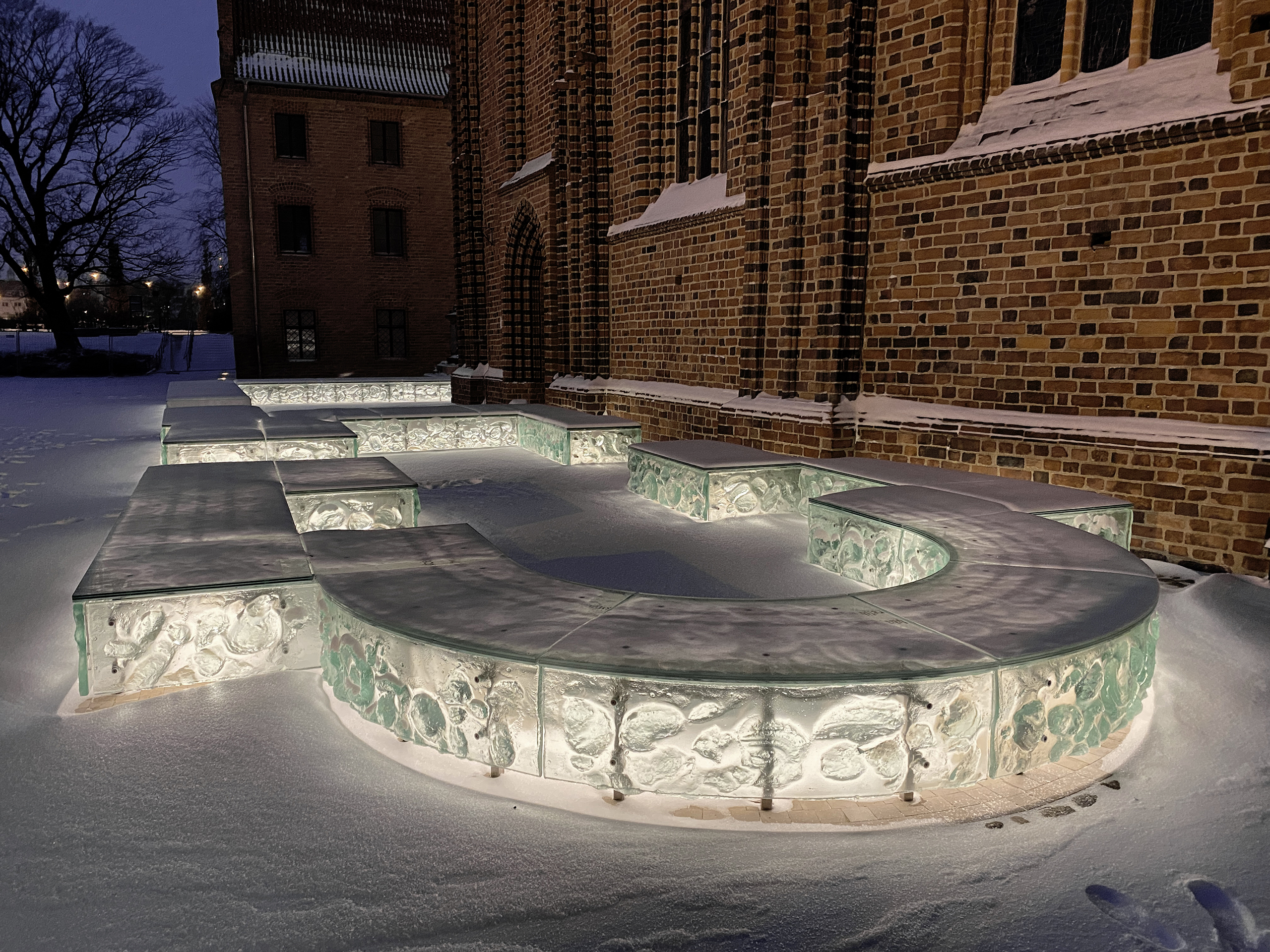
Szklana instalacja artystyczna zarysu palatium Mieszka I i jego żony Dobrawy na Ostrowie Tumskim w Poznaniu. Proj. ARCHIGLASS, Tomasz Urbanowicz

## Ekspozycja reliktów
W ramach projektu „Tu się wszystko zaczęło” realizowana jest obecnie na Ostrowie Tumskim w partnerstwie Miasta Poznań, Muzeum Archeologicznego i Archidiecezji Poznańskiej w miejscu palatium pierwszego władcy Polski przestrzenna ekspozycja z artystycznego szkła autorstwa Tomasza Urbanowicza. Posiada ona formę obrysu wokół kościoła, która pokazuje założenia architektoniczne budowniczych z X wieku. Instalacja jest uproszczonym i symbolicznym odtworzeniem kształtu przebadanych i zasypanych reliktów. Boczne ściany wykonane zostały z reliefowego, artystycznego szkła o strukturze przypominającej stare mury. Górne powierzchnie instalacji zrobiono z gładkiego i bezpiecznego szkła hartowanego z nadrukowanym trwale tekstem. Instalacja jest dobrze widoczna także w nocy dzięki oświetleniu zamontowanym w posadzce wewnątrz formy. Miejsce, w którym znajdował się warsztat złotnika zostało symbolicznie upamiętnione drewnianą posadzką.
W sąsiedztwie świątyni stanie makieta, przedstawiająca dwa odlewy z brązu – przenikające się wzajemnie mury Kościoła NMP i palatium Mieszka I. O zabytku informować będą napisy w języku Braile'a. 
We wnętrzu Kościoła NMP będzie udostępniona multimedialna prezentacja o historii palatium i zabytkach archeologicznych z nim związanych.
Prace przygotowawcze i rozbiórkowe związane z tym projektem rozpoczęły się w 2020 roku, zakończenie realizacji projektu powinno nastąpić 2021 roku.